# SQL-Ledger
SQL-Ledger — свободно распространяемая бухгалтерская программная система, использующая принцип двойной записи. Данные хранятся в реляционной базе данных, в качестве пользовательского интерфейса может использоваться стандартный веб-браузер. Система использует язык Perl, в качестве СУБД — PostgreSQL (также поддерживаются Oracle Database и DB2).

## Возможности
SQL-Ledger обладает стандартной функциональностью бухгалтерского программного обеспечения для малого и среднего бизнеса. Специальная настройка доступна в рамках контракта на корпоративную поддержку.
Пользовательский интерфейс многоязычен, обеспечивает возможность распечатывать выписки, счета-фактуры. Может использоваться для ИТ-консалтинга, позволяет вести учёт клиентов и поставщиков.

## Популярность
Исследование «Online accounting software for the business» 2011 года относило SQL-Ledger к наиболее часто используемым бухгалтерским программ для малого и среднего бизнеса в Литве при констатации, что на этом рынке доминирует проприетарное программное обеспечение.
Среди известных форков — LedgerSMB.